# Ouvrage de la Ferme-Chappy
L'ouvrage de la Ferme-Chappy est un ouvrage fortifié de la ligne Maginot, situé sur la commune de Viviers-sur-Chiers, dans le département de Meurthe-et-Moselle.
C'est un petit ouvrage d'infanterie, comptant deux blocs. Construit à partir de 1932, il a été peu abimé par les combats de juin 1940.

## Position sur la ligne
Faisant partie du sous-secteur d'Arrancy dans le secteur fortifié de la Crusnes, l'ouvrage de la Ferme-Chappy, portant l'indicatif A 1, est intégré à la « ligne principale de résistance » entre les blockhaus RFM à l'ouest et la casemate de Puxieux (C 1) à l'est, à portée de tir des canons des gros ouvrages de Fermont (A 2) et de Latiremont (A 3) plus à l'est.

## Description
L'ouvrage est composé en surface de deux blocs de combat, avec en souterrain des magasins à munitions, une usine (avec deux groupes électrogènes Renault de 35 chevaux) et une caserne, le tout relié par des galeries profondément enterrées.
Son équipage théorique était de 109 hommes et 3 officiers du 149e RIF.
En 2e cycle, l'ouvrage aurait dû recevoir une entrée séparée (au sud de la ferme) qui fut ajournée faute de crédits.
Le bloc 1 sert de bloc d'entrée en même temps que de casemate d'infanterie double flanquant vers l'est comme vers l'ouest. Il est armé avec deux créneaux mixtes pour JM/AC 47 (jumelage de mitrailleuses et canon antichar de 47 mm), deux autres créneaux pour JM, une cloche JM (jumelage de mitrailleuses) et deux cloches GFM (guetteur et fusil mitrailleur, dont une sert d'observatoire avec un périscope, indicatif O 1).
Le bloc 2 est un bloc-tourelle d'infanterie, avec une tourelle de mitrailleuses, une cloche JM et une cloche GFM.

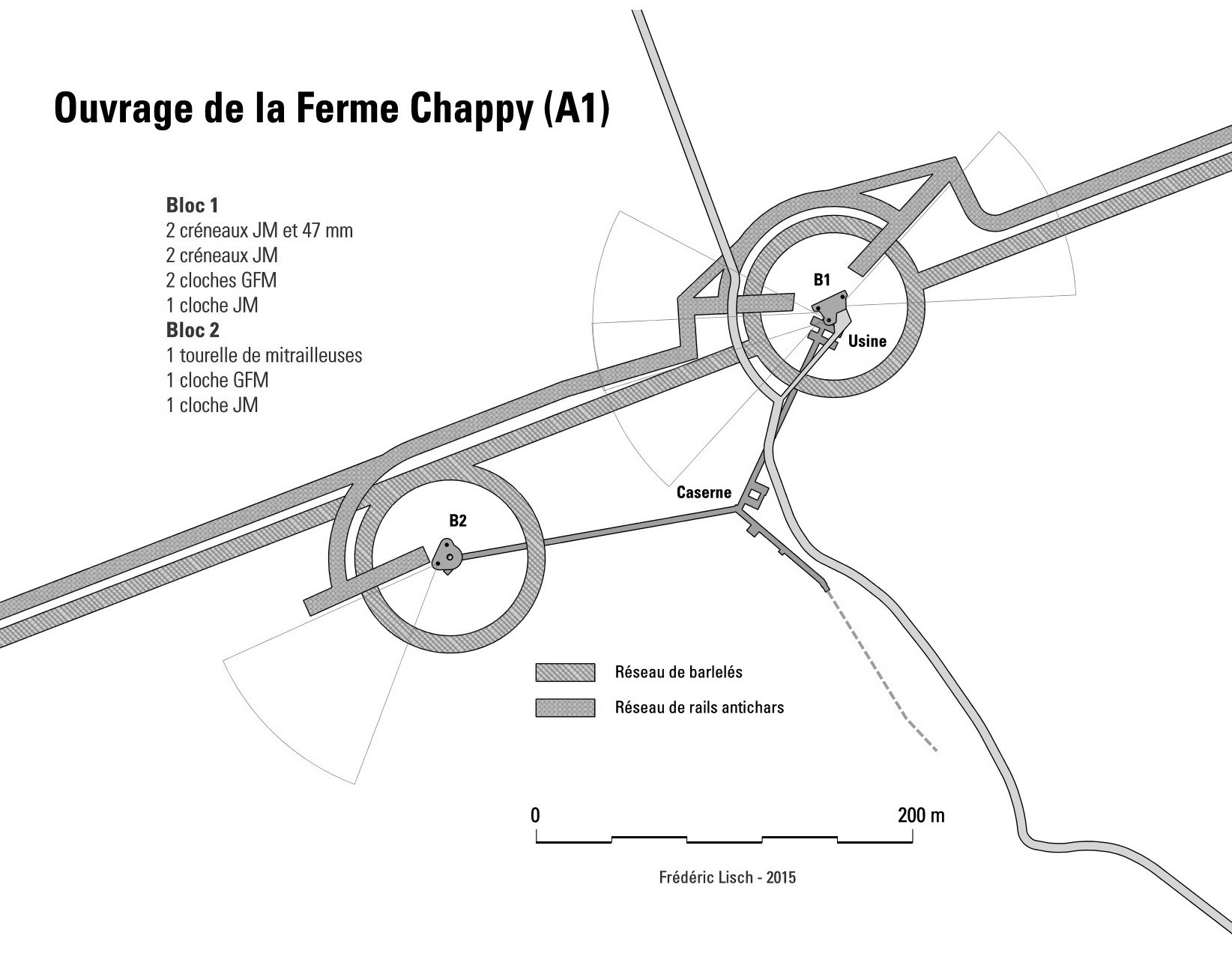
Plan.
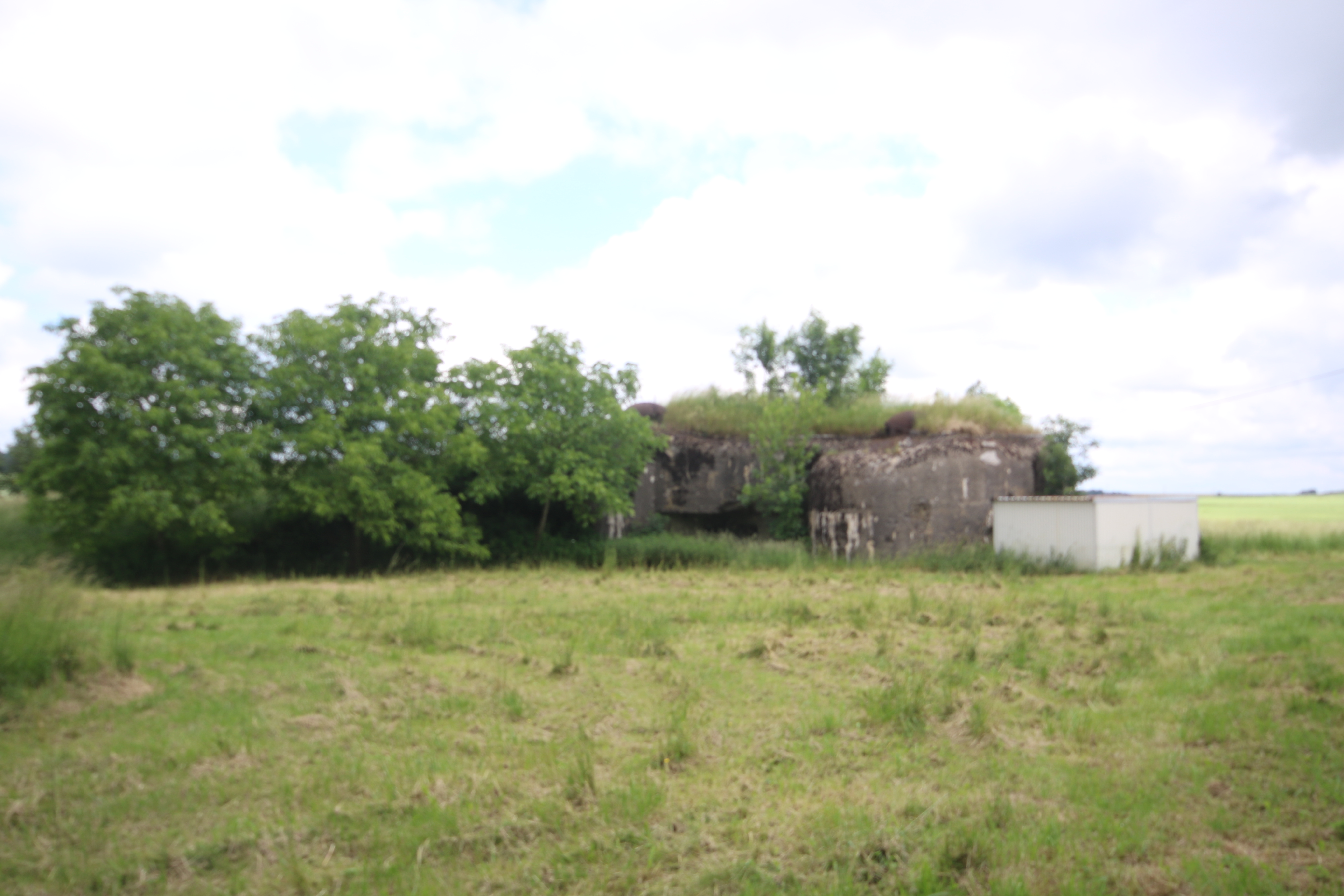
Bloc  1.
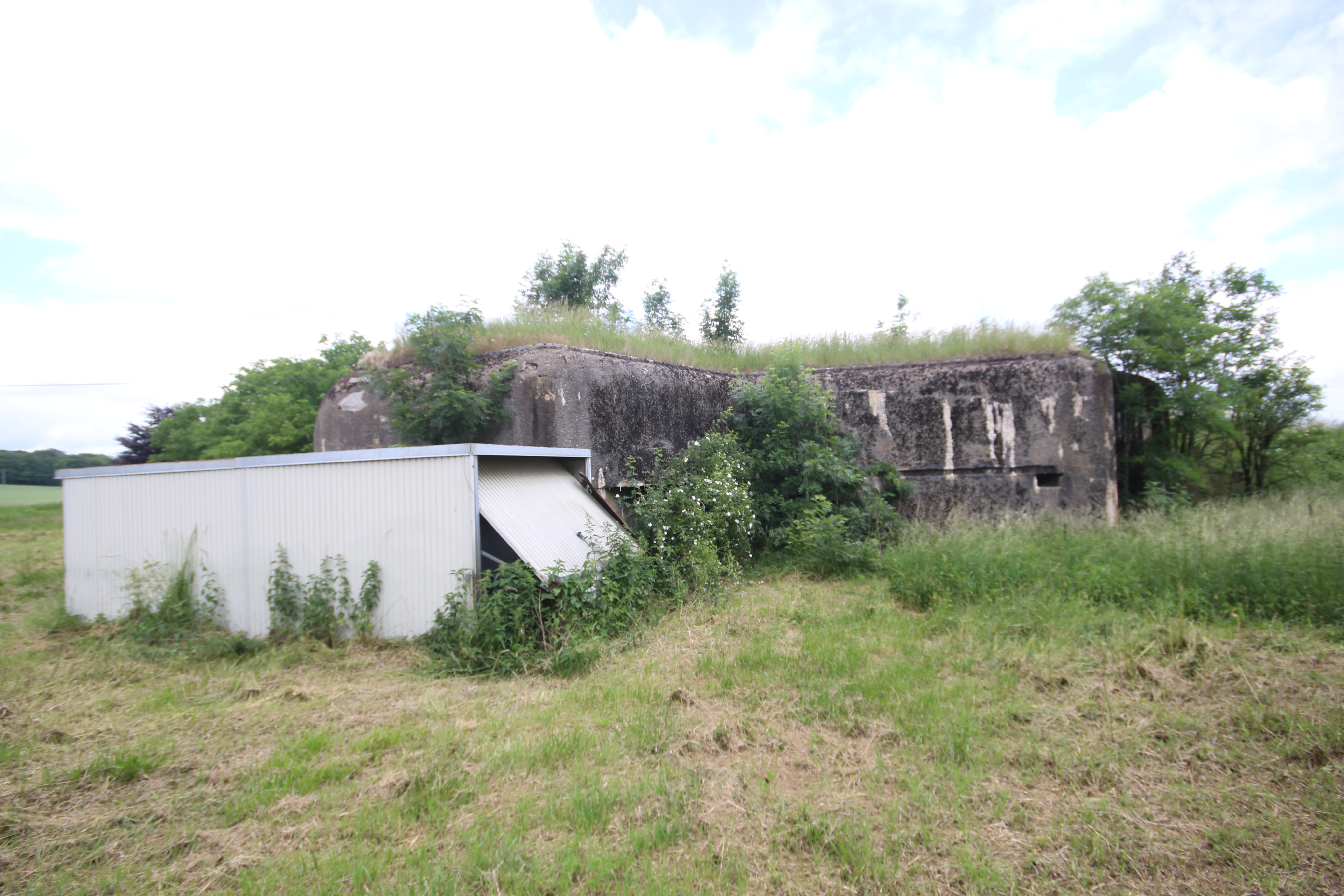
Autre vue du bloc  1.
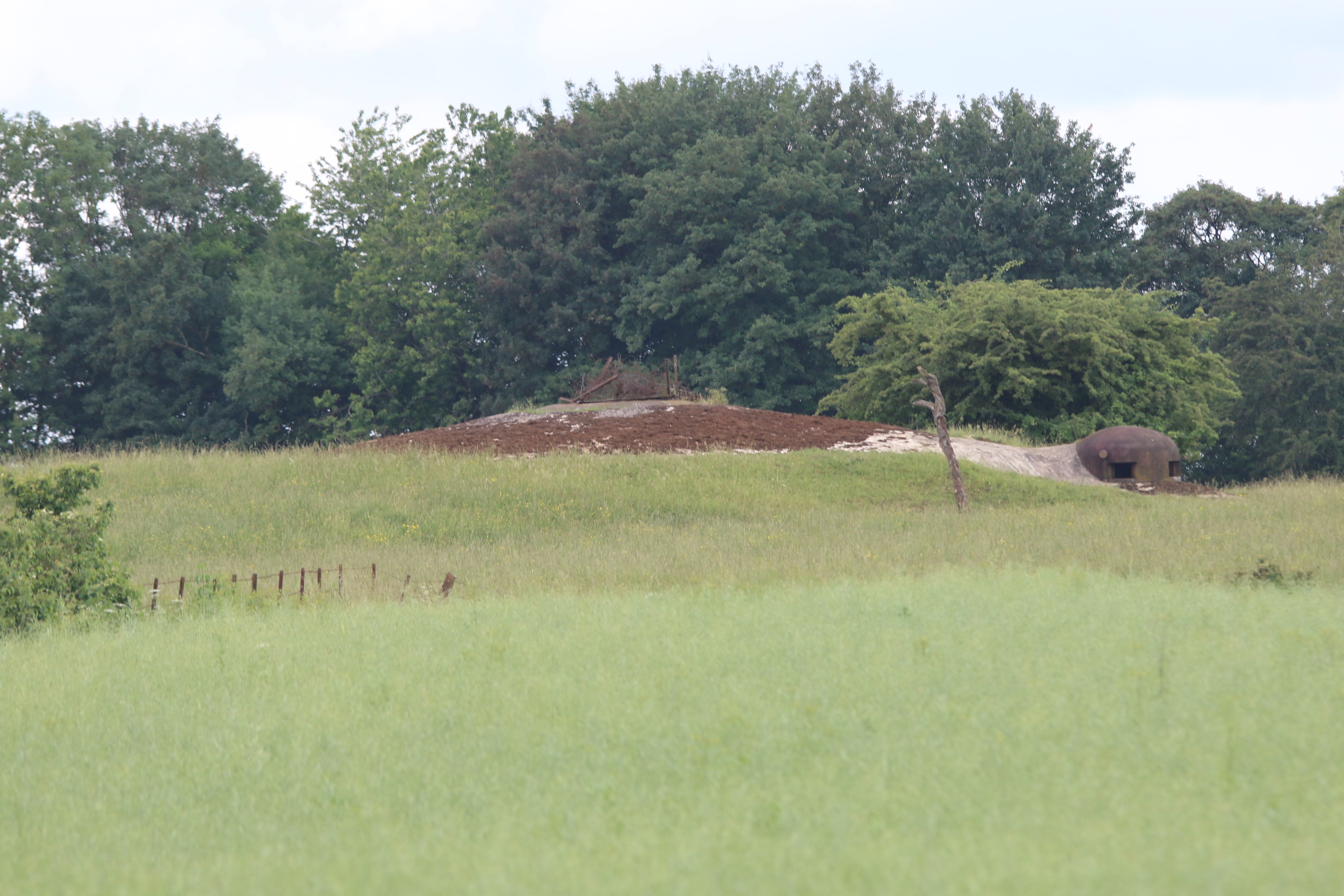
Bloc  2.

## Histoire
L'ouvrage fut attaqué par la Wehrmacht le 21 juin 1940 et riposta de toutes ses armes. L'ouvrage de Fermont voisin le couvrit de ses pièces d'artillerie. Le soldat Raymond Lebrun, servants de la cloche JM du bloc 1 fut tué dans l'attaque par un éclat d'obus.
L'occupant a par la suite démantelé une très grande partie des installations pour réutilisation ou récupération de métaux, dont la tourelle de mitrailleuses.

## L'ouvrage aujourd'hui
Revendu par l'armée française, l'ouvrage est une propriété privée. Le gros œuvre, encore équipé de ses cuirassements (à l'exception de la tourelle de mitrailleuses, déposée sous l'occupation), ainsi que les galeries, demeurent en état satisfaisant.